# Krista Lane
Krista Lane (Alemania, 26 de febrero de 1959) es el nombre artístico de una actriz pornográfica alemana.

## Biografía
Aunque nació en la Alemania Federal a comienzos de 1959, pocos datos se conocen sobre su biografía antes de los años 1980. Se conoce que se trasladó en esa última etapa a los Estados Unidos, donde no tuvo unos comienzos fáciles, sabiéndose que trabajó durante una etapa como prostituta en las calles de Nueva York y Los Ángeles, como otras tantas actrices que comenzaron su carrera en aquellos años.
Tras dejar las calles en 1985, comenzó su carrera como actriz pornográfica en 1985, a los 26 años, iniciándose en algunas producciones de poco presupuesto. Como actriz, llegó a trabajar con alguno de los principales estudios de la industria como VCA Pictures, AVC, Metro, Vivid Entertainment Group, Gourmet Video, Caballero Home Video, Wet Video, Cinematrex, Xplicit o Intropics Video, entre otros. Algunos de sus primeros trabajos fueron en las películas Double Penetration o Born to Run.
Su primera gran oportunidad como actriz le llegó en 1986 con la película Blame It on Ginger, por la que consiguió su primera nominación y primer Premio AVN en la categoría de Mejor escena de sexo chico/chica, con Joey Silvera. No obstante, su gran papel le llegaría por la película Deep Throat 2, secuela de la mítica producción pornográfica de 1972 protagonizada por Linda Lovelace. Su giro actoral en dicha película, así como su increíble habilidad en el sexo oral le valieron en 1988 dos Premios AVN a la Mejor actriz y de nuevo a la Mejor escena de sexo chico/chica junto a Ashley Moore.
Se retiró en 1990, tras cinco años en la industria y un total de 192 películas como actriz.
Algunas películas de su filmografía son Art of Passion, Deep Inside Trading, Forbidden Bodies, Ginger Does 'em All, Hot Gun, Load Warriors, Maximum Head, Portrait of an Affair, Seduction by Fire, Sins of the Wealthy o Three Score.

## Premios y nominaciones
| Año  | Ceremonia    | Resultado | Premio                           | Trabajo               |
| ---- | ------------ | --------- | -------------------------------- | --------------------- |
| 1987 | Premios AVN  | Ganadora  | Mejor escena de sexo chico/chica | Blame It on Ginger    |
| 1987 | Premios AVN  | Nominada  | Mejor escena de sexo chico/chica | Farmer’s Daughters    |
| 1988 | Premios AVN  | Ganadora  | Mejor actriz                     | Deep Throat II        |
| 1988 | Premios AVN  | Ganadora  | Mejor escena de sexo chico/chica | Deep Throat II        |
| 1988 | Premios XRCO | Ganadora  | Mejor actriz                     | Deep Throat II        |
| 1988 | Premios XRCO | Ganadora  | Mejor escena de sexo en grupo    | Deep Throat II        |
| 1989 | Premios AVN  | Nominada  | Mejor actriz de reparto          | Portrait of an Affair |